# Урядовий вокзал
Урядовий вокзал — обгороджена і закрита від сторонніх залізнична станція (вокзал) у Москві, неподалік станції метро Проспект Миру, що використовується для прийому, відправки та обслуговування урядових поїздів вищого керівництва Союзу РСР, КНДР, Росії та інших країн. Офіційна назва — Вагонна ділянка центрального напрямку. Відомий також під назвами: Спецвокзал, ВЧ-4, Брежнєвський вокзал, вокзал Кім Чен Іра.

## Історія
Вокзал споруджено в 1974 році.
Спеціальним урядовим вокзалом на Каланчевці неодноразово користувався радянський керівник Леонід Брежнєв. Спецвагони для літерного поїзда були збудовані на Ленінградському вагонобудівному заводі імені І. Є. Єгорова, а технічне обслуговування та ремонт регулярно проходили на Московському вагоноремонтному заводі ім. В. Є. Войтовича.
В 2021 році відреставрований компанією «РемБудСервіс».

## Характеристики
Входить до структури московської філії АТ «Федеральна пасажирська компанія». Розташований у парку «Б» залізничної станції Москва-Каланчевська Московської залізниці.
Має можливість приймати та відправляти спеціальні поїзди (спецпоїзди) як з боку Курського вокзалу, тобто Курського, Павелецького та Горьківського напрямів, так і з боку Ризького, Білоруського та Ленінградського. За межами Москви по гілках Ікша — Кубинка та Яхрома — Александров можливий переїзд на Савеловський та Ярославський напрямки.
У приписці вагонної ділянки є спеціальні вагони, вагони-салони, вагони для перевезення золота, вагон-церква, а також раритетні старовинні вагони вітчизняного та іноземного виробництва.
На території є будівля із залом очікування та буфетом з якісним оздобленням та меблями, перон (низька платформа біля шляху № 18), дві колії (посадково-відстійний та відстійний), локомотивне депо із цехом на дві залізничні колії.